# R.I.O. (R.I.O.)
R.I.O. è il primo brano musicale del progetto omonimo R.I.O. di Manuel "Manian" Reuter e Yann Pfeiffer, cantata da Tony T.
Il singolo fu pubblicato nel 2007. 